# Simon Liberati
Simon Liberati (Parigi, 12 maggio 1960) è uno scrittore e giornalista francese.

## Biografia
Nato a Parigi nel 1960, dopo gli studi alla Sorbona ha intrapreso la carriere giornalistica scrivendo per riviste quali FHM e Grazia. Ha esordito nella narrativa nel 2004 con il romanzo Anthologie des apparitions al quale hanno fatto seguito altre otto opere tra romanzi e biografie. Ha vinto il Prix de Flore nel 2009 con L'Hyper Justine ed il Prix Femina nel 2011 con Jayne Mansfield 1967. Nel 2022 è stato insignito del Premio Renaudot per il romanzo Performance.

### Vita privata
È sposato con l'attrice e modella francese Eva Ionesco, figlia di Irina.

## Opere
- 2004: Anthologie des apparitions
- 2007: Nada exist, Roma, Castelvecchi, 2008 ISBN 978-88-7615-246-7
- 2009: L'Hyper Justine
- 2011: Jayne Mansfield 1967 (Jayne Mansfield 1967), traduzione di Maurizio Ferrara, Roma, Fandango, 2012 ISBN 978-88-6044-293-2
- 2013: 113 études de littérature romantique
- 2015: Eva
- 2016: California girls
- 2017: Les rameaux noirs
- 2017: Les violettes de l'avenue Foch

## Filmografia

### Sceneggiatore
- Rosa Mystica, regia di Eva Ionesco - cortometraggio (2014)
- Une Jeunesse dorée, regia di Eva Ionesco (2019)